# مارک مارکز
مارک مارکز آلنتا (به اسپانیایی: Marc Márquez Alentà) یک موتورسوار حرفه‌ای جایزه‌بزرگ اسپانیایی است که از زمان اولین حضورش در موتو جی‌پی در سال ۲۰۱۳ برای تیم کارخانه هوندا مسابقه داده‌است. او یکی از چهار موتورسواری است که پس از مایک هیلوود، فیل رید و والنتینو روسی، عنوان قهرمانی جهان را در سه دسته مختلف کسب کرده‌است. او یکی از موفق‌ترین موتورسواران تمام دوران است، با هشت قهرمانی جایزه بزرگ جهان، که شش مورد از آنها در کلاس برتر هستند. مارکز سومین اسپانیایی پس از الکس کریویل و خورخه لورنزو شد که عنوان قهرمانی کلاس برتر را کسب می‌کند و با ۵۹ پیروزی موفق‌ترین موتورسوار اسپانیایی در موتوجی‌پی تا به امروز است. در سال ۲۰۱۳ او اولین موتورسوار پس از کنی رابرتز در ۱۹۷۸ بود که در اولین فصل خود برنده کلاس برتر شد و جوانترین سوارکاری بود که در مجموع این عنوان را با ۲۰ سال و ۲۶۶ روز به دست آورد.

## زندگی‌نامه
مارک مارکز در ۱۷ فوریه ۱۹۹۳ در سیرورا کاتالونیا اسپانیا به دنیا آمد. اگرچه مارکز چندین عنوان قهرمانی را به دست آورده‌است، اما همیشه استفاده از شماره ۱ را به عنوان یک شمارهٔ مسابقه ردکرده است و از شماره ۹۳ خود - که سال تولد اوست - استفاده می‌کند. ۹۳ با متن سفید و پس‌زمینه قرمز روی موتور و در کالاهای رسمی‌اش نمایش داده می‌شود که با رنگ قرمز-نارنجی-سرمه‌ای هوندا سازگار است. پدر مارکز، جولیا، او را در سرتاسر جهان در گاراژ تیمش دنبال می‌کند و در جایگاه ثابت جایزه بزرگ است؛ در حالی که حضور مادرش نادرتر است. برادر کوچک‌تر او الکس مارکز نیز قهرمان مسابقات موتورسواری جهان است و در سال ۲۰۱۴ در کلاس موتو۳ و در سال ۲۰۱۹ کلاس موتو۲ را برده‌است. این دو اولین جفت برادری بودند که در یک فصل هردو قهرمانی جهان مسابقات جاده‌ای را بردند و این شاهکار را دوباره در مسابقات قهرمانی جهان ۲۰۱۹ تکرار کردند.

## پیشه

### ورود به مسابقات
مارک مارکز برای اولین بار در سال ۱۳ آوریل ۲۰۰۸ در حالی که فقط ۱۵ سال ۵۶ روز داشت وارد دنیای حرفه‌ای موتورسواری شد. او همراه تیم کی‌تی‌ام در کلاس ۱۲۵ سی‌سی حاضر شد و توانست در جایزه بزرگ بریتانیا در حالی که تنها ۱۵ سال ۱۲۶ روز سن داشت جایگاه سومی مسابقه را به دست آورد تا نه تنها برای اولین باری باشد که بر روی سکوی یک مسابقه جهانی ایستاده بلکه جوانترین موتورسوار اسپانیایی باشد که توانسته در چنین سن کمی بر روی سکو رود.
در سال ۲۰۱۰ توانست با کسب ۳۱۰ امتیاز اولین عنوان قهرمانی فصل خود را به همراه تیم دربی به دست آورد. همچنین وی در این سال توانست برنده ۱۰ جایزه‌بزرگ قهرمانی جهان در کلاس ۱۲۵ سی‌سی شود تا پس از والنتینو روسی که ۱۱ قهرمانی در این کلاس به دست آورده دومین فردی باشد که بیشترین قهرمانی را طی یک فصل در این کلاس به دست می‌آورد؛ او در دو جایزه‌بزرگ نیز در جای سوم ایستاد.
مارکز در سال بعد وارد کلاس موتو۲ که حجم موتورهای آن‌ها ۶۰۰ سی‌سی بودند شد اما در مسابقه اول و دوم در جایزه‌بزرگ‌های لوزایل قطر و خرز اسپانیا زمین‌خورد و در جایزه‌بزرگ استوریل پرتغال نیز ۲۱ام شد که منتقدان او را تحت انتقادهای شدید قرار دادن و بر این معتقد بودن که او برای این کلاس آمادگی لازم را ندارد و باید در همان کلاس پایین‌تر می‌ماند؛ ولی وی در فرانسه توانست نه تنها اولین قهرمانی خود در موتو۲ را کسب کند بلکه جواب خوبی نیز به منتقدان خودش نیز داده باشد. او در این فصل با وجود اینکه در ۷ جایزه‌بزرگ قهرمان شده بود ولی در انتهای فصل، استفان برادل قهرمان شد و مارکز با کسب ۲۵۱ امتیاز در همان سال اول حضورش در این کلاس در جای دوم قرار گرفت. وی این عنوان را در حالی کسب کرد که در ۳ جایزه‌بزرگ زمین‌خورده بود و در دو جایزه‌بزرگ آخر نیز با مصدومیت روبه‌رو شد.
مارکز در سال ۲۰۱۲ عملکرد خیره‌کننده‌ای داشت به گونه‌ای که در ۱۴ مسابقه از ۱۷ مسابقه فصل بر روی سکو حاضر بود و در نهایت با به دست آوردن ۳۲۴ امتیاز عنوان قهرمانی این کلاس را نیز تصاحب کرد. وی در اواسط این سال مورد توجه تیم رپسول هوندا که در کلاس موتوجی‌پی حضور داشت قرار گرفت و در تاریخ ۱۲ ژوئیه ۲۰۱۲ قراردادی ۲ ساله با رپسول بست، تا جایگزین کیسی استونر استرالیایی که از دنیای موتورسواری خداحافظی کرده‌بود، گردد.
مارک مارکز که بسیاری از کارشناسان موتورسواری وی را هم سطح والنتینو روسی اسطوره دنیای موتوجی‌پی به حساب می‌آورند در سال ۲۰۱۳ هم‌تیمیِ هم‌وطن خود، دنی پدروسا در رپسول بود. او در مسابقات موتوجی‌پی نیز فوق‌العاده عمل کرد و به جزء جایزه‌بزرگ ایتالیا که زمین‌خورد و جایزه‌بزرگ فیلیپ آیلند که به علت اشتباه محض تیم خود خارج‌شده شده بود؛ در سایر مسابقات روی سکو حاضر بوده و در انتهای فصل با ۳۳۴ امتیاز بالاتر از خورخه لورنزو، دنی پدروسا و والنتینو روسی قرار گرفت تا در اولین حضورش در کلاس موتوجی‌پی عنوان قهرمانی را به دست آورد.

## چهار قهرمانی متوالی از ۲۰۱۶ تا ۲۰۱۹
از فصل ۲۰۱۶ بود که مارکز به سمت تغییر نام رکوردداران موتوجی‌پی پیش‌رفت و در همان سال بود که نام خود را به‌عنوان دارندهٔ بیشترین خط یک موتوجی‌پی در صدر جدولی قرار داد که خورخه لورنزو و ولنتینو روسی در مکان دوم و سوم آن بودند. مارکز عنوان قهرمانی‌اش در ۲۰۱۶ را در مسابقه موتوجی‌پی بدست آورد و در ۲۰۱۷ نیز این اتفاق در آخرین مسابقه، در والنسیا رخ داد. مارکز در ۲۰۱۸ نیز به روند فوق العادهٔ خود ادامه داد و یک فصل بی‌رقیب را پشت سر گذاشت و با پنج عنوان قهرمانی نام خود را پس از جیاکومو آگوستینی و ولنتینو روسی، به عنوان سومین موتورسوار پرافتخار موتوجی‌پی در تاریخ ثبت کرد. در شش اکتبر ۲۰۱۹ در جایزه‌بزرگ تایلند توانست قهرمانی سال ۲۰۱۹ را در حالی که چهار مسابقه به پایان فصل مانده بود به دست بیاورد.

## رکوردها
پس از دور نوزدهم در والنسیا در فصل ۲۰۱۹، مارک مارکز رکوردهای زیر را در اختیار دارد.

### موتوجی‌پی
- جوانترین موتورسواری که اولین قهرمانی جهانی خود را در کلاس برتر کسب کرده‌است (۲۰ سال و ۲۶۶ روز)[۱۲]
- جوانترین موتورسواری که ۲ عنوان قهرمانی جهان را در کلاس برتر کسب کرده‌است (۲۱ سال و ۲۳۷ روز)
- جوانترین موتورسواری که ۳ عنوان قهرمانی جهان را در کلاس برتر کسب کرده‌است (۲۳ سال و ۲۴۲ روز)
- جوانترین موتورسواری که ۴ عنوان قهرمانی جهان را در کلاس برتر کسب کرده‌است (۲۴ سال و ۲۶۸ روز)
- جوانترین موتورسواری که ۵ عنوان قهرمانی جهان را در کلاس برتر کسب کرده‌است (۲۵ سال و ۲۴۶ روز)
- جوانترین موتورسواری که ۶ عنوان قهرمانی جهان را در کلاس برتر کسب کرده‌است (۲۶ سال و ۲۳۱ روز)
- جوانترین برنده مسابقه در کلاس برتر (۲۰ سال و ۶۳ روز)[۱۲]
- بیشترین برد در یک فصل در کلاس برتر: ۱۳
- جوانترین موتورسواری که در یک فصل در کلاس برتر ۱۲ خط یک را به دست آورده‌است: ۲۱ سال و ۲۴۳ روز
- تنها موتورسواری است که در یک فصل در کلاس برتر ۱۳ خط یک را به خود اختصاص داده‌است
- ۴ جایگاه متوالی روی سکو در ۴ مسابقهٔ اول جایزه‌بزرگ کلاس برتر (مشترک با مکس بیاگی)[۱۲]
- بیشترین سکوها در یک فصل در کلاس برتر: ۱۸
- بالاترین امتیاز در یک فصل در کلاس برتر: ۴۲۰
- بیشترین کسب عنوان با امتیاز: ۱۵۱
- اولین موتورسواری که عناوین کلاس متوسط و برتر را پشت سر هم به دست می‌آورد
- بیشترین سریع‌ترین دور در یک فصل: ۱۲ (مشترک با والنتینو روسی)
- جوانترین موتورسواری که در ۱۲ مسابقه در یک فصل برنده شده‌است: ۲۱ سال و ۲۵۱ روز
- جوانترین موتورسواری که چهار خط یک متوالی را در کلاس برتر کسب کرده‌است (سیلورستون-میسانو-آراگون-مالزی ۲۰۱۳)
- جوانترین موتورسوار پیشتازِ قهرمانی در کلاس برتر (۲۰ سال و ۶۳ روز)[۱۲]
- جوانترین موتورسواری که در ۴ مسابقه پشت سر هم در کلاس برتر برنده شده‌است (۲۰ سال و ۱۸۹ روز)[۱۲]
- جوانترین موتورسواری که در ۵ مسابقه متوالی در کلاس برتر پیروز شده‌است (۲۱ سال و ۹۰ روز)
- جوانترین سوارکاری که در ۶ مسابقه متوالی در کلاس برتر پیروز شده‌است (۲۱ سال و ۱۰۴ روز)
- جوانترین موتورسواری که در ۷ مسابقه متوالی در کلاس برتر پیروز شده‌است (۲۱ سال و ۱۱۸ روز)
- جوانترین سوارکاری که در ۸ مسابقه متوالی در کلاس برتر برنده شده‌است (۲۱ سال و ۱۳۱ روز)
- جوانترین سوارکاری که در ۹ مسابقه متوالی در کلاس برتر پیروز شده‌است (۲۱ سال و ۱۴۶ روز)
- جوانترین سوارکاری که در ۱۰ مسابقه متوالی در کلاس برتر پیروز شده‌است (۲۱ سال و ۱۷۴ روز)
- جوان‌ترین سوارکاری که ۱۱ مسابقه را در یک فصل در کلاس برتر برد (۲۱ سال، ۲۰۵ روز)
- بیشترین برد پیاپی در مسابقات کلاس برتر در دورهٔ موتو جی‌پی ۴زمانه (از ۲۰۰۲): ۱۰
- بیشترین بردهای متوالی در یک فصل کلاس برتر (از دورهٔ ۱۹۴۹): ۱۰ (مشترک با میک دوهان و جیاکومو آگوستینی)
- جوانترین موتورسواری که قهرمانی‌های پشت سر هم در کلاس برتر را به دست آورده‌است (۲۱ سال و ۲۳۷ روز)
- بیشترین خط یک از شروع فصل در دورهٔ موتو جی‌پی ۴زمانه (از ۲۰۰۲): ۶
- اولین موتورسوار تازه‌کار که در ۴ مسابقه پشت سر هم در کلاس برتر پیروز شد: (آلمان-ایالات متحده آمریکا-ایندیاناپولیس-جمهوری چک ۲۰۱۳)[۱۲]
- بیشترین برد به عنوان یک تازه‌کار در کلاس برتر: ۶[۱۲]
- بیشترین خط‌یک به عنوان یک تازه‌کار در کلاس برتر: ۹[۱۲]
- بیشترین سکوها به عنوان یک تازه‌کار در کلاس برتر: ۱۶[۱۲]
- بیشترین امتیاز کسب شده به عنوان یک تازه‌کار در کلاس برتر: ۳۳۴[۱۲]
- اولین موتورسوار تازه‌کار که ۴ مقام متوالی در خط‌یک را در کلاس برتر کسب کرد
- تنها موتورسوار اسپانیایی است که ۲ عنوان پشت سر هم در کلاس برتر کسب کرده‌است
- بیشترین خط‌یک در کلاس برتر: ۶۲

## جدول عملکردی
| فصل   | کلاس   | موتور       | تیم                        | مسابقه | برد | روی سکو | پل پزیشن | Fast Lap | امتیاز | جایگاه فصل |
| ----- | ------ | ----------- | -------------------------- | ------ | --- | ------- | -------- | -------- | ------ | ---------- |
| ۲۰۰۸  | ۱۲۵cc  | KTM         | Repsol KTM 125cc           | ۱۳     | ۰   | ۱       | ۰        | ۰        | ۶۳     | ۱۳         |
| ۲۰۰۹  | ۱۲۵cc  | KTM         | Red Bull KTM Motosport     | ۱۶     | ۰   | ۱       | ۲        | ۱        | ۹۴     | ۸          |
| ۲۰۱۰  | ۱۲۵cc  | Derbi       | Red Bull Ajo Motorsport    | ۱۷     | ۱۰  | ۱۲      | ۱۲       | ۸        | ۳۱۰    | ۱          |
| ۲۰۱۱  | Moto۲  | Suter       | Team CatalunyaCaixa Repsol | ۱۵     | ۷   | ۱۱      | ۷        | ۲        | ۲۵۱    | ۲          |
| ۲۰۱۲  | Moto۲  | Suter       | Team CatalunyaCaixa Repsol | ۱۷     | ۹   | ۱۴      | ۷        | ۵        | ۳۲۴    | ۱          |
| ۲۰۱۳  | MotoGP | Honda       | Honda                      | ۱۸     | ۶   | ۱۶      | ۹        | ۱۱       | ۳۳۴    | ۱          |
| ۲۰۱۴  | MotoGP | Honda       | Honda                      | ۱۸     | ۱۳  | ۱۴      | ۱۳       | ۱۲       | ۳۶۲    | ۱          |
| ۲۰۱۵  | MotoGP | Honda       | Honda                      | ۱۸     | ۵   | ۹       | ۸        | ۷        | ۲۴۲    | ۳          |
| ۲۰۱۶  | MotoGP | Honda       | Honda                      | ۱۸     | ۵   | ۱۲      | ۷        | ۴        | ۲۹۸    | ۱          |
| ۲۰۱۷  | MotoGP | Honda       | Honda                      | ۱۸     | ۶   | ۱۲      | ۸        | ۳        | ۲۹۸    | ۱          |
| ۲۰۱۸  | MotoGP | Honda       | Honda                      | ۱۸     | ۹   | ۱۴      | ۷        | ۷        | ۳۲۱    | ۱          |
| ۲۰۱۹  | MotoGP | Honda       | Honda                      | ۱۹     | ۱۲  | ۱۸      | ۱۰       | ۱۲       | ۴۲۰    | ۱          |
| ۲۰۲۰  | MotoGP | Honda       | Honda                      | ۱      | ۰   | ۰       | ۰        | ۱        | ۰      | -          |
| ۲۰۲۱  | MotoGP | Honda       | Honda                      | ۱۴     | ۳   | ۴       | ۰        | ۲        | ۱۴۲    | ۷          |
| ۲۰۲۲  | MotoGP | Honda       | Honda                      | ۱۳     | ۰   | ۱       | ۱        | ۰        | ۱۳۳    | ۱۳         |
| ۲۰۲۳  | MotoGP | Honda       | Honda                      | ۱۵     | ۰   | ۱       | ۱        | ۰        | ۹۶     | ۱۴         |
| ۲۰۲۴  | MotoGP | Desmosedici | گرسینی ریسینگ              | ۲۰     | ۳   | ۱۰      | ۲        | ۴        | ۳۹۲    | ۳          |
| مجموع | مجموع  | مجموع       | مجموع                      | ۲۶۷    | ۸۸  | ۱۵۰     | ۹۴       | ۷۸       | ۴۰۶۴   | ۸          |

## عکس‌ها

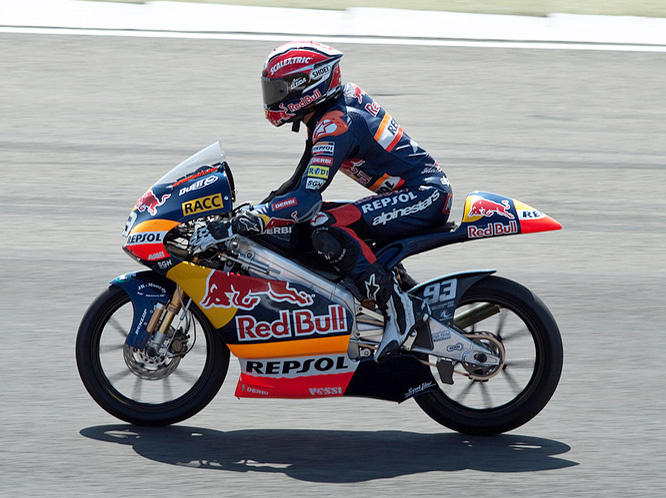
مارک مارکز آسن هلند ۲۰۱۰
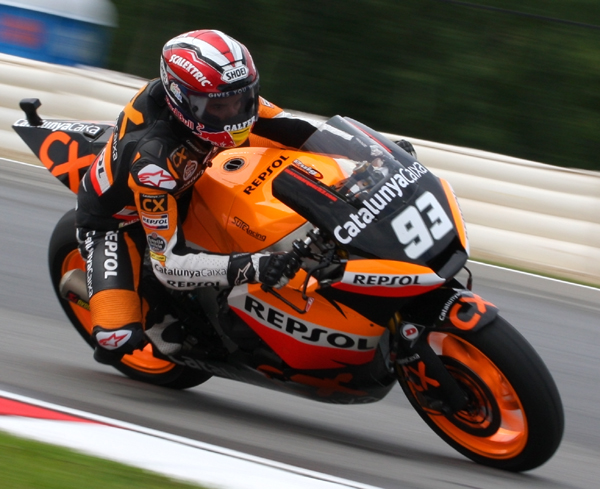
مارکز در برنو ۲۰۱۱
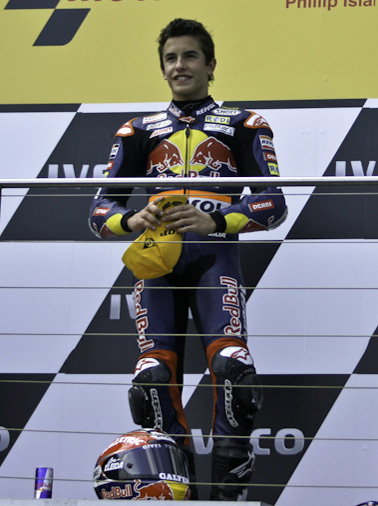
روی سکو در فیلیپ آیلند ۲۰۱۰
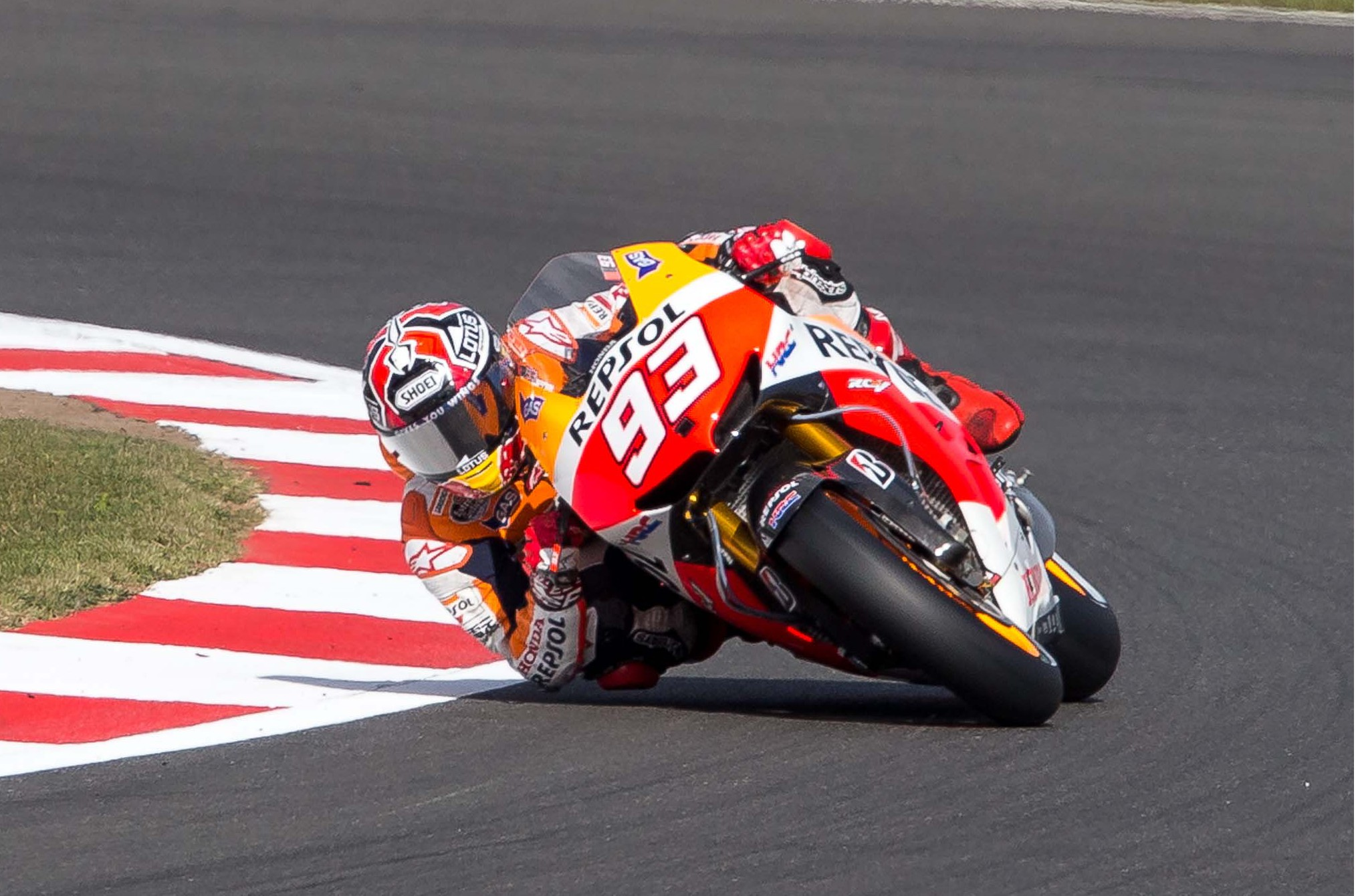
مارک مارکز در سیلوراستون